# Jugendgottesdienst
Ein Jugendgottesdienst ist ein christlicher Gottesdienst (evangelisch, katholisch, freikirchlich oder ökumenisch), der speziell für Jugendliche gestaltet wird. In der Regel sind an der Entwicklung und Präsentation Jugendliche beteiligt, oft wirken aber auch Pfarrer, Eltern oder junge Erwachsene (z. B. Studenten) mit.

## Geschichte und Form
Entwickelt hat sich der Jugendgottesdienst als Zielgruppengottesdienst, weil der „normale“ Sonntagsgottesdienst mit der agendarischen Liturgie, den normalerweise gebräuchlichen Gesangbuchliedern und einer an Erwachsenen ausgerichteten Predigt oft nicht in die Lebenswirklichkeit junger Menschen passt.
In Jugendgottesdiensten werden deshalb oft Themen, die die Jugendlichen beschäftigen, wie. z. B. Liebe und Sexualität, Schule, Leistungsdruck, Drogen, Stress mit Eltern, Gewalt usw. thematisiert. Dabei wird besonders auf die Methodik wertgelegt. Es wird viel mit Moderation, Musik, Multimedia und szenischen Elementen gearbeitet. Beispielsweise werden in einem Jugendgottesdienst sogenannte „Neue Geistliche Lieder“ (NGL) oder Lobpreislieder gesungen, oder anstelle einer Predigt wird ein Theaterstück oder Feature vorgeführt.
Jugendgottesdienste sind zu unterteilen in die missionarischen Groß-Events, die mit großem technischen, personellem und finanziellem Aufwand vorbereitet und durchgeführt werden und schnell über 1000 Jugendliche erreichen, und die kleinen Jugendgottesdienste in einzelnen Gemeinden oder Bezirken. Während die Groß-Events das öffentliche Bild dominieren und daher vielen örtlichen Veranstaltern als unerreichbar gelten, findet die Vielzahl von kleinen Jugendgottesdiensten in der Summe weit mehr Teilnehmer, zumal zu Jugendgottesdiensten auch Andachten auf Jugendfreizeiten etc. gezählt werden müssen.
In der Gottesdienst-Statistik der EKD finden Jugendgottesdienste – im Gegensatz zum Kindergottesdienst – bisher keine gesonderte Erwähnung.